# Thulani Serero
Thulani Serero (Soweto, 11 de abril de 1990) es un futbolista sudafricano que juega como mediocampista y milita en el Cape Town City F. C. de la Liga Premier de Sudáfrica.

## Selección nacional
Ha sido internacional con la selección de fútbol de Sudáfrica; donde hasta ahora, ha jugado 43 partidos internacionales y ha anotado dos goles por dicho seleccionado. También participó en las selecciones menores de su país, donde jugó 29 partidos y anotó 2 goles.

## Clubes
| Club                 | País         | Año       |
| -------------------- | ------------ | --------- |
| Ajax Cape Town       | Sudáfrica    | 2008-2011 |
| Ajax de Ámsterdam    | Países Bajos | 2011-2017 |
| S. B. V. Vitesse     | Países Bajos | 2017-2019 |
| Al-Jazira S. C.      | EAU          | 2019-2023 |
| Khor Fakkan Club     | EAU          | 2023-2025 |
| Cape Town City F. C. | Sudáfrica    | 2025-     |